# Нова-Баня

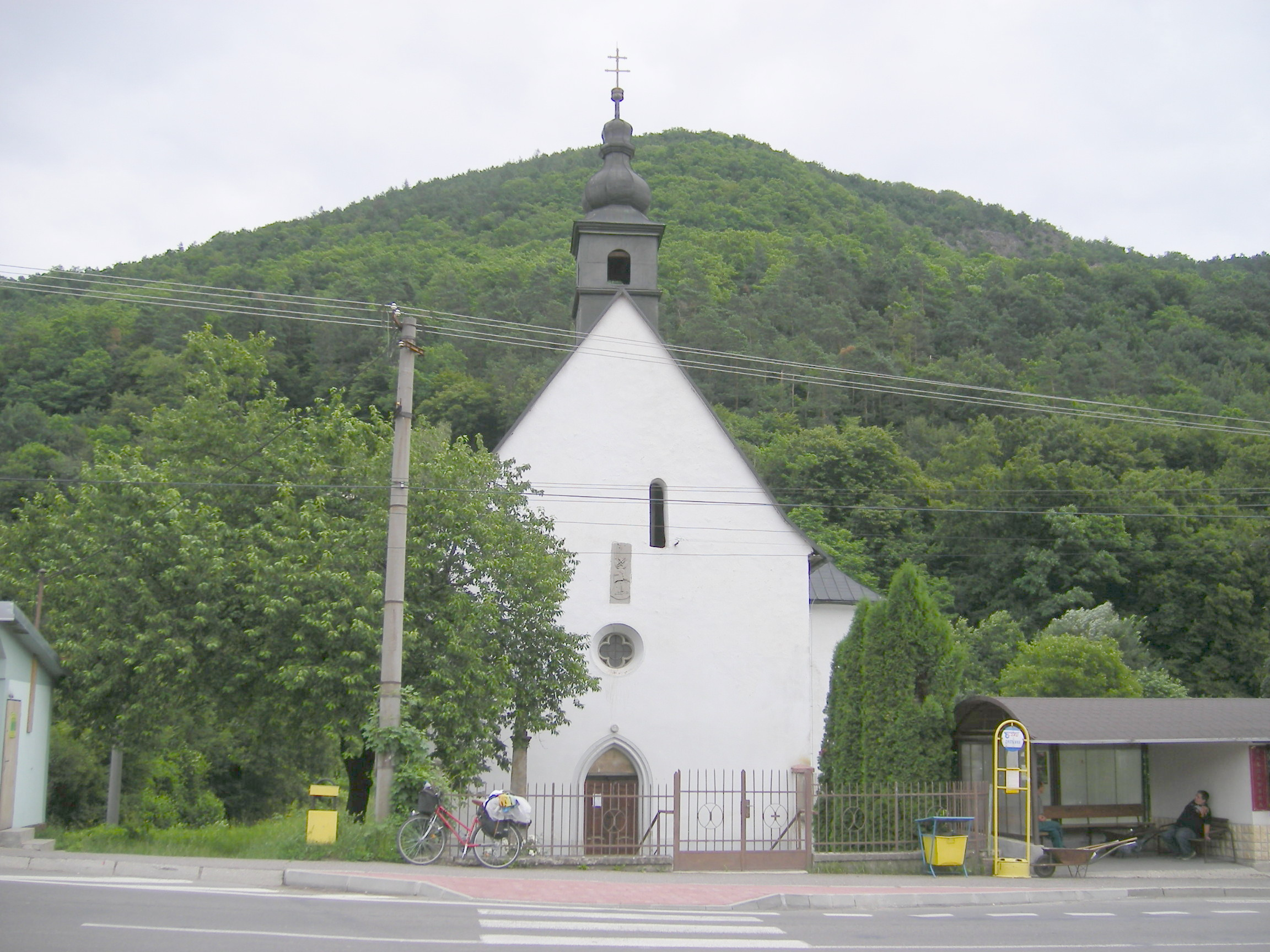
Церковь св. Елизаветы

Но́ва-Ба́ня (словац. Nová Baňa, нем. Königsberg, венг. Újbánya) — город в центральной Словакии у подножья гор Погронски-Иновец. Население — около 7,5 тысяч человек.

## История
Название «Нова-Баня» переводится как «Новая Шахта». Здесь издавна добывались благородные металлы. Город впервые упоминается в 1337 году как Зойних. В 1345 году поселение получает права свободного королевского города. В XIV веке Нова-Баня была одним из 7 крупнейших «банских» городов Словакии. В 1664 город сжигают турки, потом приходит эпидемия. Город пустеет. В XVIII веке город снова оживает. Английский инженер Исаак Поттер в 1722 году привозит паровую машину для установки в шахте — первую паровую машину в континентальной Европе. В 1887 золотые прииски скудеют и закрываются. Сейчас Нова-Баня — небольшой промышленный городок.

## Герб
Два горнодобывающих серебряных молота скрещены на синем поле, сопровождающиеся золотой короной в верхнем секторе между молотами и золотой лилией между ручками молотов в нижнем секторе.
Современный герб утвержден 27 августа 1997 года.

## Население
| Год:                | 1994 | 2004     | 2014    | 2024    |
| ------------------- | ---- | -------- | ------- | ------- |
| Количество человек: | 8606 | 7485     | 7529    | 6841    |
| Разница:            |      | −13,02 % | +0,58 % | −9,13 % |

## Достопримечательности
- Приходской костёл св. Марии
- Костёл св. Елизаветы
- Костёл св. Креста
- Романско-готический монастырь Гронски Бенядик неподалёку
- Ратуша
- Часовня паломника Девы Марии
- Статуя Присвятой Троицы
- Приют для престарелых и инвалидов-шахтеров